# Limnée tronquée
Ne doit pas être confondu avec la grande limnée ou limnée stagnale (Lymnaea stagnalis).
Galba truncatula
Espèce
Statut de conservation UICN

 LC  : Préoccupation mineure
La limnée tronquée (Galba truncatula) appelée aussi limnée épaulée, petite limnée, est une espèce de mollusques gastéropodes d'eau douce.
C'est l'hôte intermédiaire de la grande douve du foie.

## Synonymes
Buccinum truncatulum, Müll. 1774. Verm. Hist., II, p. 130.
Lymnaea truncatula, Jeffr. 1830. In Trans Lin., p. 377.

## Description
Description originale de Müller 1774 :
« Buccinum testa ovato-oblonga, anfractibus detruncatis, apertura ovata. Testa susco-nigra vel atra subpellucida. Anfractius quique, quiliber, qua majorem spectar, declinatus, qua minorem trucatus est, quo caractere a reliquis europaeis differt. Apertura ovata ; Labium incumbens squalidum ; pone rimula subjacet. In agro Thangelstedtiensi Saxoniae. Reverendif. Schröter invenit et dedit. »
Galbe ovoïde-oblong, un peu ventru ; 5 à 6 tours convexes, le dernier un peu renflé, égal aux 2/3 de la hauteur ; ouverture ovalaire ou sub-quadrangulaire, égale à la 1/2 hauteur ; columelle peu tordue, bien dilatée ; labre un peu épaissi ; test mince, corné-pale. Hauteur : 6 à 10 mm, diamètre : 3 à 5 mm.
Les individus jeunes ont des coquilles mesurant entre 0,5 et 1,5 mm de haut. Les adultes matures ont des coquilles mesurant entre 4,5 et 5,5 mm de haut.

## Comportement
En journée les jeunes tendent à se rendre dans l'eau. C'est moins le cas pour les adultes sains qui vont rester sur la berge. Les adultes parasités par Fasciola hepatica auront cependant plus tendance à fréquenter le milieu aquatique, ce qui favoriserait la dissémination des cercaires.

## Habitats
La Limnée tronquée se rencontre notamment dans les fossés de drainage au sein des prairies marécageuses, aux abords des sources et dans les fossés des bords de route. Il s'agit d'une espèce colonisatrice dans de nombreux habitats temporaires. Elle supporte les eaux polluées. Elle est présente mais moins fréquente dans les mares.

## Autres
G. truncatula est une proie appréciée pour le mollusque Zonitoides nitidus durant l'été.